# Equitius formidabilis
Equitius formidabilis is een hooiwagen uit de familie Triaenonychidae.